# Бриггс Майерс, Изабель
Изабель Бриггс Майерс (урождённая Бриггс; 18 октября 1897 — 5 мая 1980) — американская писательница, известная созданием индикатора типов Майерс — Бриггс (MBTI), одного из наиболее используемых личностных тестов во всем мире (ежегодно анкету заполняют более двух миллионов человек). В разработке теста принимала участие и мать писательницы, Кэтрин Кук Бриггс.

## Биография
Изабель Бриггс Майерс выросла в Вашингтоне, округ Колумбия, где её мать, Кэтрин Кук Бриггс, обучала её на дому. Её отец, Лайман Бриггс, работал физиком-исследователем. У Бриггс было мало формального образования, пока она не поступила в Суортмор-колледж, где изучала политологию. Во время учёбы в колледже она познакомилась с Кларенсом «Шефом» Гейтсом Майерсом, который изучал право. Они поженились в 1918 году и были вместе до его смерти в 1980. После того как Изабель вышла замуж за Кларенса Г. Майерса, она полностью посвятила себя воспитанию детей, оставив литературную карьеру и работу над типологией. Когда Бриггс Майерс умерла в 1980 году, она оставила авторские права на MBTI (о котором в то время было мало известно) своему сыну Питеру.
Изабель Майерс была по профессии школьным преподавателем. На основании работ Карла Юнга, вместе со своей матерью Катариной Бриггс (ранее обучавшейся у Юнга) она разработала Определитель типов Майерс-Бриггс (MBTI), в настоящее время чрезвычайно популярный в США (известен также созданный на его основе более краткий тест Кирси).

## Произведения
Изабель так же, как и её мать, увлеклась не только психологией, но и писательской деятельностью. Начиная с 14 лет она публикует рассказы и поэмы. В 1928 году она ответила на рекламу в журнале Национального конкурса детективных убийств, написав роман под названием «Грядущее убийство». Её роман выиграл конкурс и был опубликован серийно в 1929 г. Это применяет её идеи о типе личности к тайне убийства.
Приз конкурса включал денежную премию в размере 7500 долларов и контракт на второе художественное произведение. Бриггс Майерс выполнила свое обязательство, написав роман «Дай мне смерть», в котором рассказывается о тех же детективах из «Грядущего убийства». В нём южная семья один за другим совершает самоубийство, узнав, что в них может быть «негритянская кровь». Роман был опубликован в 1934 году и подвергся резкой критике со стороны критиков.

## Индикатор типов личности MBTI
Когда началась Вторая мировая война, Бриггс Майерс прочитала статью под названием «Приспособление рабочего к работе» и осознала потребность в «инструменте сортировки людей», особенно с тем что участие США в войне в Европе казалось более вероятным. Она написала свое прозрение в письме своей матери, которая была убежденной энтузиасткой Карла Юнга. Бриггс Майерс реализовала идеи Карла Юнга и добавила свои собственные. Затем она создала бумажный опрос, который впоследствии и станет MBTI. После 20 лет исследований Бриггс Майерс с её матерью тест был полностью разработан. MBTI (Myers-BriggsTypeIndicator) — индикатор типов Майерс-Бриггс — опросник, помогающий выявить ведущие предпочтения типа личности. Широко используется в бизнесе и консультировании, при выборе профессии и партнера в личной жизни, в воспитании детей и др. Три исходные пары предпочтений в типологии Юнга — это экстраверсия и интроверсия, ощущение и интуиция, мышление и чувство. Изучив их, Бриггс Майерс добавила четвертую пару — суждение и восприятие.
В июльском выпуске MBTI News за 1980 год Бриггс Майерс приписала ещё одну причину создания MBTI своему браку с Кларенсом Майерсом. Их различия в воспринимаемых психологических типах вдохновили её мать, Кэтрин Кук Бриггс, на продолжение изучения различий между людьми и их действиями. Её мать наткнулась на работы Карла Густава Юнга и познакомила с ними свою дочь, которая затем начала изучать психологические типы.
В 1945 году декан Медицинской школы Джорджа Вашингтона разрешил Бриггс Майерс и её матери применять MBTI к первокурсникам. Это включало около 5500 студентов, и Бриггс Майерс занималась изучением этого в течение многих лет, исследуя закономерности среди выбывших и успешных студентов.
В 1975 году Бриггс Майерс вместе с Мэри МакКоли основали Центр применения психологических типов. CAPT — это некоммерческая организация, управляемая Фондом Майерс и Бриггс, которая поддерживает исследования и применение MBTI, а также существует для защиты и продвижения идеологии Бриггс Майерс. Штаб-квартира организации находится в Гейнсвилле, Флорида, и её девиз: «Содействие человеческому пониманию посредством обучения, публикации и исследования».
По данным Фонда Майерс и Бриггс, по состоянию на 2022 год «исследования инструмента MBTI продолжаются и по настоящее время, и каждый год публикуются десятки статей». Мемориальные исследовательские награды Изабель Бриггс Майерс существуют для дальнейшего развития MBTI и психологических исследований. Эти награды вручаются два раза в год в размере 2000 долларов США на срок до двух человек. Большая часть исследований, подтверждающих достоверность MBTI, была проведена CAPT и опубликована в собственном журнале центра, Journal of Psychological Type, что поднимает вопросы независимости, предвзятости и конфликта интересов.
По данным на 2022 год, хотя MBTI широко используется предприятиями, тренерами и психологами, было обнаружено, что MBTI имеет серьёзные проблемы с достоверностью и не пользуется широкой поддержкой академических исследователей в области психологии, часто отвергаемой как лженаука.